# Acroloxus coloradensis
Acroloxus coloradensis es una especie de molusco gasterópodo de la familia Acroloxidae en el orden Basommatophora.

## Distribución geográfica
Es endémica de Estados Unidos.  